# Partido Conservador Tradicionalista
De Partido Conservador Tradicionalista (PCT, Nederlands: Traditionalistische Conservatieve Partij) was een rechtse politieke partij in Chili die in 1948 ontstond toen de linkervleugel van de Partido Conservador (Conservatieve Partij, PCon) zich van de partij afscheidde onder de naam Partido Conservador Social Cristiano (Sociaal Christelijke Conservatieve Partij, PCSC). Het restant van de PCon besloot toen onder de naam PCT een doorstart te maken.
In augustus 1950 vond een partijcongres plaats. Op 15 december 1953 fuseerden de PCT en een deel van de PCSC tot de Partido Conservador Unido (Verenigde Conservatieve Partij). De partij werkte tijdens haar bestaan nauw samen met andere burgerlijke partijen.
Bij de parlementsverkiezingen van 1949 verkreeg de PCT 13,8% van de stemmen, goed voor 21 afgevaardigden in het parlement. In 1953 behaalde de partij 14,3% van de stemmen, goed voor 17 afgevaardigden.